# 동방 기독교 수도주의

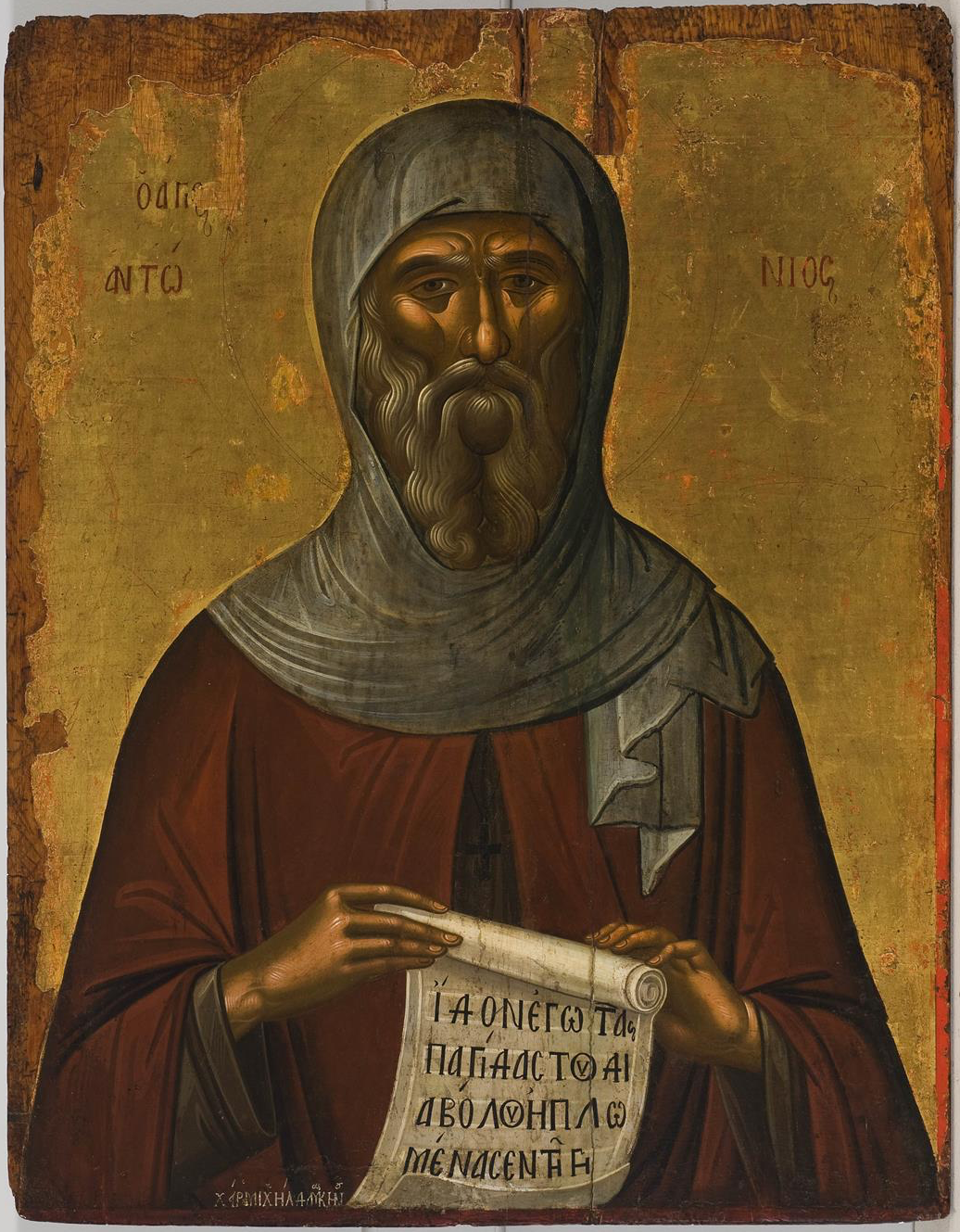
기독교 수도주의의 아버지로 여겨지는 성 안토니오스 대수도자

동방 기독교 수도주의는 동방 정교회, 오리엔트 정교회, 동방교회 및 동방 가톨릭교회의 수도자들과 수녀들이 따르는 삶이다. 동방 수도주의는 성 바실리오스의 규칙서를 기반으로 한다.

## 역사
기독교 수도주의는 시리아 팔레스티나와 이집트의 동지중해에서 시작하였고, 그곳에서 사막 교부들은 동방 정교회의 헤시카즘 전통과 성 요한 카시아노스가 선도하고 성 베네딕토의 규칙서로 체계화된 서방 수도주의 전통에 영향을 미칠 전통을 주도해 나갔다.